# Hinrich Braren

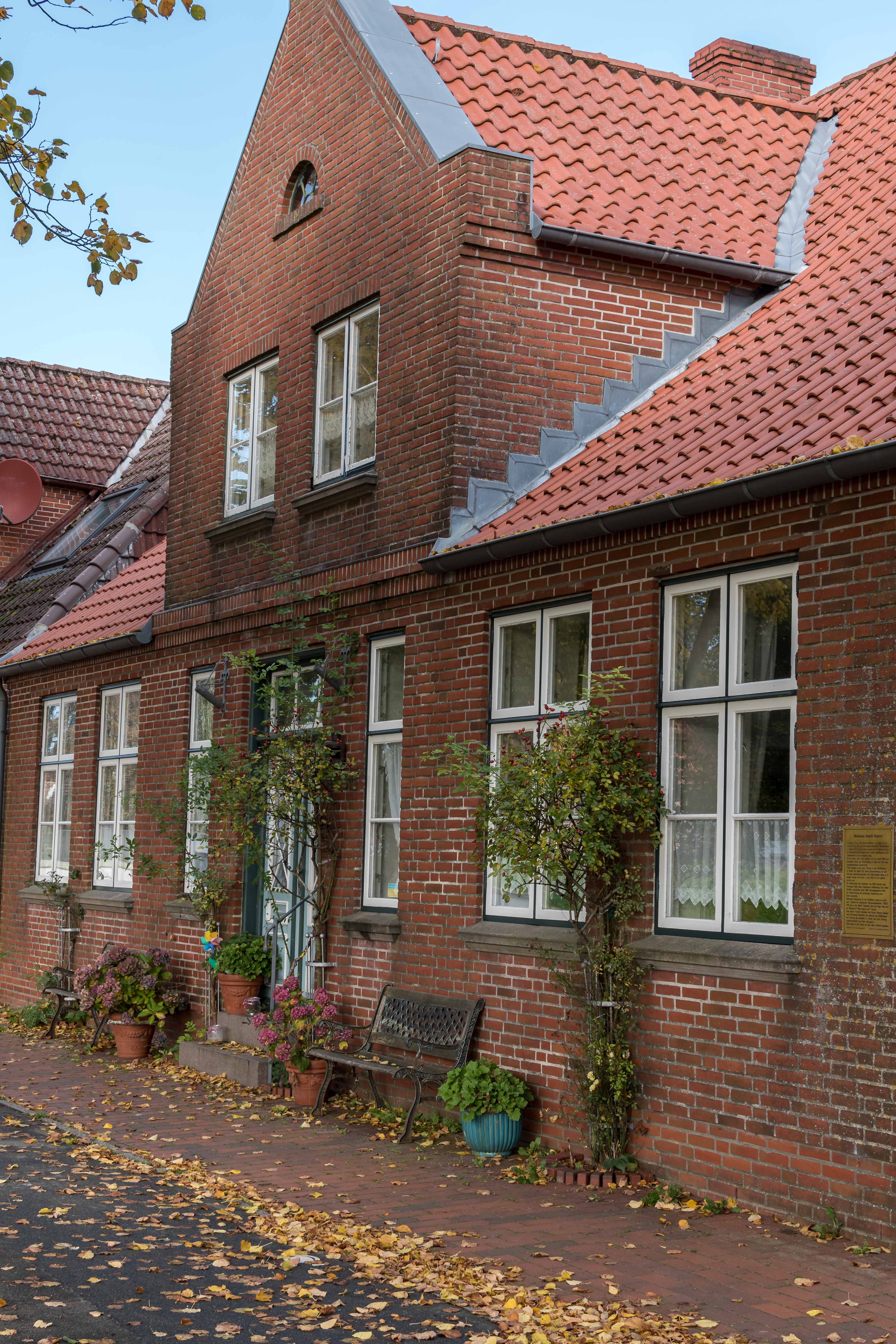
In diesem Haus in Tönning wohnte Hinrich Braren von 1802 bis zu seinem Tode.

Hinrich Braren (* 1. September 1751 in Oldsum; † 4. August 1826 in Tönning), auch Hinrich Brarens, war Kapitän, Lotseninspektor und Navigationslehrer. Er verfasste eines der ersten deutschsprachigen Lehrbücher der Schifffahrtskunde und errichtete die erste staatliche Seefahrtsschule im Herzogtum Schleswig.

## Leben
Hinrich Braren wurde 1751 in Oldsum auf der nordfriesischen Insel Föhr als Sohn eines Walfang-Kommandeurs geboren. Schon mit 12 Jahren wurde er von seinem Vater auf Seereisen mitgenommen. 1763–1780 ging er alljährlich auf Grönlandfahrt. 1780 wechselte er zur Handelsschifffahrt und erwarb durch Zufall im Mittelmeer das Kommando über ein niederländisches Handelsschiff seines Reeders. 1786 fuhr Braren im Auftrag des Kongelige Grønlandske Handel von Kopenhagen aus auf Robbenfang und erhielt auf Island die Order, eine dänische Expedition zur Erforschung der grönländischen Ostküste zu unterstützen.
Inspiriert durch diese Forschungsreise, ließ sich Braren 1792 als privater Navigationslehrer auf Föhr nieder. 1794 war er außerdem Kaufmann und Hafenmeister in Wyk auf Föhr. 1796 erhielt er die Konzession als Examinator und zur Errichtung einer staatlichen Navigationsschule. Diese wurde 1799 von Wyk ins Schifferhaus nach Tönning an der Eider verlegt, nachdem man Braren dorthin als Lotseninspektor für die Eider- und Kanallotsen berufen hatte. Aufgrund der Kontinentalsperre während der Napoleonischen Kriege war Tönning kurzfristig zu einem bedeutenden Handelshafen aufgestiegen.

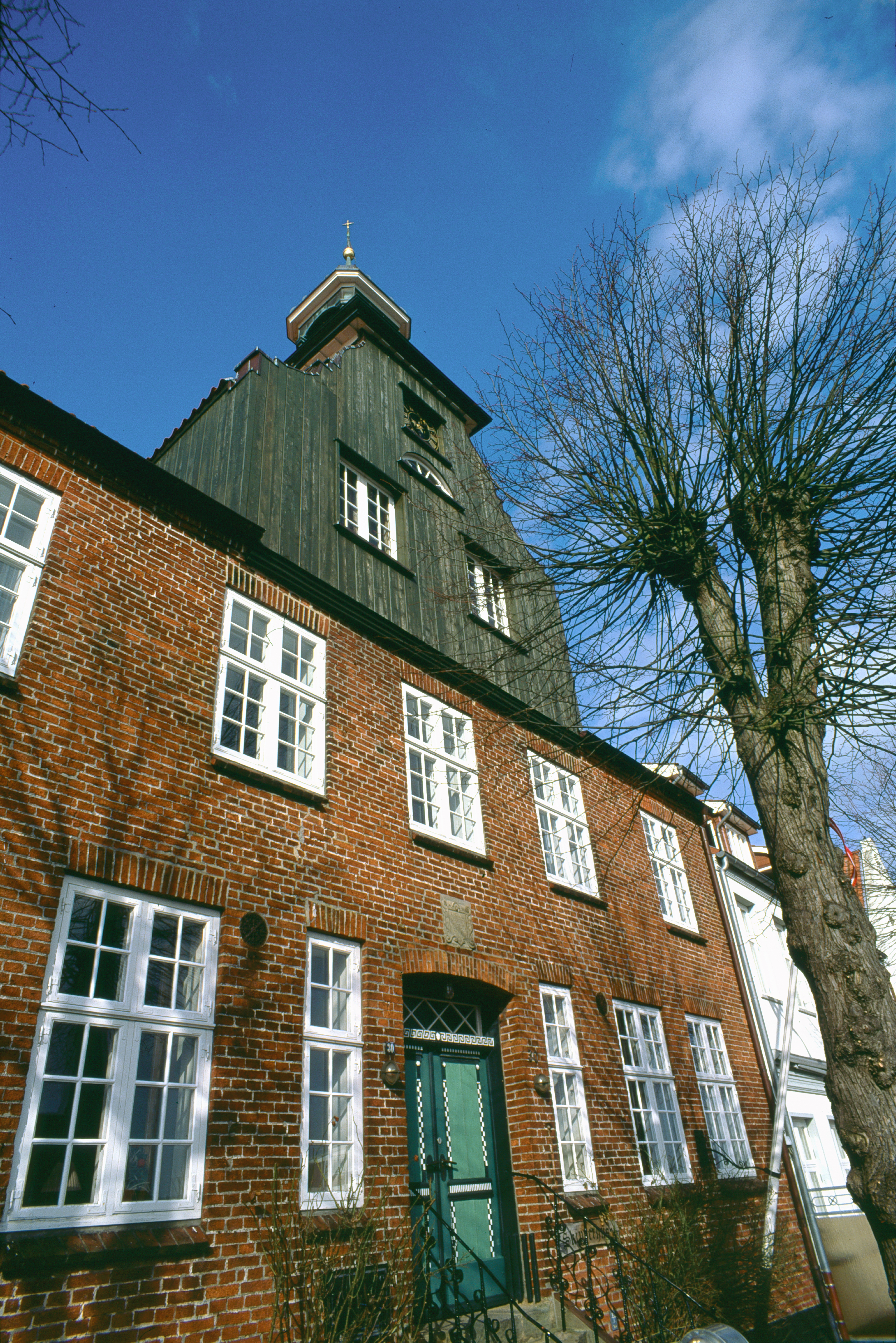
Im Tönninger Schifferhaus (dän. Skipperhuset) führte Braren die bereits auf Föhr gegründete Navigationsschule weiter.

Durch seine Tätigkeit als Nautiklehrer erkannte Braren den Mangel an geeigneter deutschsprachiger Literatur, da damals niederländische Fachliteratur allgemein verbreitet war. Er verfasste daher das Lehrbuch System der praktischen Steuermannskunde, das 1800 in Magdeburg erschien und drei weitere Auflagen erlebte. 1807 schrieb er ein weiteres Lehrbuch System der praktischen Schifferkunde und gab 1820 in Altona ein sogenanntes „Besteckbuch“ zur Ortsbestimmung von Schiffen heraus. Die beiden „praktischen“ Lehrbücher blieben bis in die zweite Hälfte des 19. Jahrhunderts in Norddeutschland in Gebrauch.

### Familie
Hinrich Braren heiratete 1773 seine erste Frau Thur, geb. Früdden (* 25. März 1751 in Oldsum), die sich in Tönning Dorothea Brarens nannte. Sie starb 1809. In zweiter Ehe war Hinrich Braren mit Margaretha, geb. Steffens, aus Itzehoe verheiratet. Aus der ersten Ehe entsprangen zehn Kinder, während die zweite Ehe kinderlos blieb. Seine Tochter Gundalena (geb. Jung Göntje Braren) heiratete 1806 den Hamburger Reeder Robert Miles Sloman, ihre Schwester Göntje heiratete vier Jahre später Slomans jüngeren Bruder John Miles. Sein Enkel, der Hamburger Jurist Henry B. Sloman und sein Ur-Enkel, der Hamburger Salpeterimporteur Henry B. Sloman trugen in Erinnerung an ihn den Namen Brarens als Zweitnamen.
Nachdem die Familie nach Tönning gezogen war, nannte sie sich Brarens.

## Bibliographie
- Hinrich Brarens: System der praktischen Steuermannskunde. Wilhelm Heinrichshofen, Magdeburg 1800 (Neuauflagen 1807, 1819 und 1844).
- Hinrich Brarens: System der praktischen Schifferkunde. Friedrichstadt 1807 (Neuauflage 1819 (Wilhelm Heinrichshofen, Magdeburg)).
- Besteckbuch, Altona 1820.